# Де Лаланд (кратер)
Кратер де Лаланд је ударни метеорски кратер на површини планете Венере. Налази се на координатама 20,5° северно и 5,0° западно (планетоцентрични координатни систем +Е 0-360) и са пречником од 21,3 км један је од мањих кратера на овој планети.
Кратер је име добио у част француске математичарке и астрономкиње Мари-Жан де Лаланд (1768—1832), а име кратера је 1991. усвојила Међународна астрономска унија.
Чини га неколико прстенова и специфичан је по томе што нема централно узвишење. Ширина обода је око 6,5 км.